# Ejido Benito Juárez, Ensenada
Ejido Benito Juárez är en ort i Mexiko.   Den ligger i kommunen Ensenada och delstaten Baja California, i den nordvästra delen av landet, 2 100 km nordväst om huvudstaden Mexico City. Ejido Benito Juárez ligger 121 meter över havet och antalet invånare är 108.
Terrängen runt Ejido Benito Juárez är kuperad åt nordost, men åt sydväst är den platt. Ejido Benito Juárez ligger nere i en dal. Runt Ejido Benito Juárez är det glesbefolkat, med 8 invånare per kvadratkilometer. Närmaste större samhälle är Punta Colonet, 12,1 km väster om Ejido Benito Juárez. Omgivningarna runt Ejido Benito Juárez är i huvudsak ett öppet busklandskap.